# 제한 효소
제한 효소(영어: restriction enzyme) 또는 제한 내부핵산 가수분해 효소(영어: restriction endonuclease)는 이중 가닥 DNA 분자의 특정한 염기서열을 인식하여 그 부분이나 그 주변을 절단하는 것을 촉매하는 효소를 지칭한다. 대부분의 제한 효소는 각각 인식자리(recognition site) 혹은 제한 자리(restriction site)라는 특수한 염기서열을 가진 위치에서 DNA를 절단한다. 원래 제한 효소는 세균이 박테리오파지라는 바이러스의 공격을 받으면 생산하는 효소로, 바이러스의 침입으로부터 자신을 방어하는 역할을 한다.

## 제한 효소의 역사
1962년 연구에서 베르너 아르버(Werner Arber)와 데이지 룰랑 뒤수아(Daisy Roulland-Dussoix)는 대장균에서 나타나는 DNA 제한 및 변형 현상이 두 가지 효소 즉 메틸화효소와 제한 효소에 의해 나타난다는 것을 발견하였다. 실험에서 메틸화효소를 생산하지 않는 박테리오파지의 DNA는 제한 효소에 의해 절단되어 더 이상 숙주세포를 공격하지 못하고, 메틸화효소에 의해 변형된 DNA를 가진 대장균의 DNA는 보호되었다. 일부 파지의 경우 메틸화효소가 제한 효소보다 먼저 작용해 살아남는 경우도 있었다. 파지를 여러 세대 배양하면 DNA 메틸화가 일어나고, 처음 파지와는 다른 DNA를 보유하여 제한 효소의 작용을 피하였다. 이 실험을 통해 대장균에서 제한 효소가 활성화되었을 때 DNA를 분해하는 작용을 한다는 것이 알려졌다.
1968년 매슈 메셀슨(Matthew Meselson)과 로버트 유안(Robert Yuan)은 최초로 제한 효소Ⅰ형을 정제하지만 인식자리와 제한 자리가 비특이적이었다. 1970년 마침내 해밀턴 스미스(Hamilton Smith)가 Haemohilus influenzae균에서 Ⅱ형 제한 효소를 분리하였고, 특정한 인식자리와 제한 자리가 있다는 것을 밝혀냈다. 이후 대니얼 네이선스(Daniel Nathans)와 캐틀린 다나(Kathleen Danna)는 이 효소로 SV40 DNA를 절단하여 분석하였고, 폴 버그(Paul Berg)는 1972년 최초의 재조합 DNA를 만들게 되었다. 이렇게 시작된 제한 효소의 역사는 유전체학과 생명공학의 급속한 발전을 이끌어냈고, 베르너 아버, 해밀턴 스미스, 대니얼 네이선스는 공로를 인정받아 1978년 노벨 생리학·의학상을 수상하였다. 폴 버그 또한 DNA 재조합 기술에 대한 공로를 인정받아 1980년 노벨 화학상을 수상하였다.
지금까지 약 3000여종의 230 가지의 다른 DNA 염기서열을 인식하는 제한 효소가 발견되었고, 대부분은 세균으로부터 유래하였다. 하지만 바이러스나 고균, 진핵생물에서 제한 효소가 발견되기도 한다.

## 제한 효소의 명명
제한 효소의 이름은 보통 발견된 세균의 속명, 종명, 균주(strain)와 발견 순서에 따라 부여된다. 예로 EcoRⅠ는 Escherichia coli RY13(앞에서부터 속, 종, strain을 의미한다.)에서 속명의 앞글자 E와 종명의 앞글자 co, strain명에서 R, 첫 번째 발견했다는 의미의 Ⅰ을 합해서 만들어졌다. HinfⅡ도 역시 Haemophilus influenza type f의 속명에서 H, 종명에서 in, strain에서 f, 발견된 순서에 따라 Ⅱ가 붙었다.

## 제한 효소의 작용원리
제한 효소가 인식하는 부위는 회문(palindrome)이라는 특수한 서열을 가진다. 즉 양 사슬의 5'에서 3'방향으로 똑같은 염기서열을 가진다는 뜻이다. 특정 염기서열은 인식자리를 나타낸다. 예를 들어 효소 EcoRI는 DNA 이중나선에서 GAATTC라는 염기서열 만날 때에만 DNA를 절단하여 5'-돌출 점착말단(5'-overhang sticky end)을 형성한다.
5'--GAATTC--3' → 5'--G/AATTC--3'
3'--CTTAAG--5' → 3'--CTTAA/G--5'
(/부분이 절단 되는 부분)
위와 같이 DNA의 이중 가닥 중 한 가닥이 돌출된 형태를 점착말단(sticky end)이라고 한다. 반면 DNA 이중가닥을 수직으로 자르는 제한 효소도 존재하는데, 이렇게 잘린 DNA 말단부는 평활말단(blunt end)이라고 부른다. 제한 효소마다 인식하는 염기서열의 개수도 차이가 있다. 보통 4개, 6개, 8개, 12개의 염기를 인식한다. 이 인식서열은 일반적인 원핵생물 게놈에서 평균 4,000개마다 한번, 혹은 4개 원핵생물 유전자당 1번 나타난다. 이렇게 수백 종류의 다양한 미생물로부터 분리된 제한 효소는 각기 다른 인식서열을 가지고 있고, 시험관에서 DNA 시료를 원하는 절편으로 자르는 데 사용할 수 있다. 세포에서 제한 효소를 생성할 때 자신의 DNA를 절단하는 것을 막기 위해 메틸화효소를 활성화 시켜 자신의 DNA가 복제될 때 제한 자리에 있는 특정 염기에 메틸기를 첨가한다. 제한 효소는 이 메틸기를 인식하고 그 부분을 절단하지 않는다.

## 제한 효소의 분류
제한 효소는 소단위체(subunit)의 구성 형태, 절단 위치, 절단 서열의 모양, 필요한 조효소 유무에 따라 3가지로 나눌 수 있다. Ⅱ형은 가장 많이 쓰이는 형태로 8개의 소분류로 나뉜다.

### Ⅰ형 (Type Ⅰ)
제한 효소와 메틸화효소가 뭉쳐져 있고, 인식자리와 제한 자리가 서로 다르다. 염기서열은 특이적으로 인식하지만, 인식자리에서 약 1000개 염기 정도 떨어진 곳에서 비특이적으로 DNA를 자른다. 또한 활성에 ATP나 S-아데노실메티오닌, 마그네슘이온(Mg2+)등을 필요로 한다. DNA 절단 위치의 특이성이 없기 때문에 실험 목적으로는 거의 사용하지 않는다.

### Ⅱ형 (Type Ⅱ)
인식자리가 특이적이고 제한 자리 또한 주변의 염기로 특이적으로 작용한다. 실험실에서 주로 사용하는 것이 이 Ⅱ형이다. Ⅱ형 안에는 연관성이 낮은 여러 가지 제한 효소가 섞여 있어서, 8개형으로 세분하여 분류한다.
1. orthodox Ⅱ형
  - Ⅱ형 중 가장 흔하고, 메틸화효소와는 독립적으로 존재하며 인식 자리 내부에서 절단이 일어난다. 인식서열은 보통 회문(palindrome)을 이루고, DNA 양쪽 가닥을 모두 절단하여 점착말단 또는 평활말단 형태를 만든다. 제한 효소 활성을 위해서 Mg2+가 필요하며, 효소는 대개 200-350개의 아미노산으로 이루어져있다.
  - EcoRI, BamHI, HindⅢ, kpnⅠ, NotⅠ, PstⅠ, SmaⅠ, XhoⅠ 등이 있다.
2. ⅡS형
  - 메틸화효소와는 독립적으로 존재하고, 인식 자리 외부에서 DNA 절단이 일어난다. 인식 서열이 비대칭이다. 한 개 효소만으로도 인식 서열 DNA에 결합할 수 있지만, 절단하기 위해서는 다른 효소와 이합체를 이루어야한다. 따라서 인식자리가 많은 DNA가 훨씬 더 활발하게 절단이 일어나게 된다. 효소의 활성을 위해 Mg2+가 필요하며, 효소는 대체로 400-460개의 아미노산으로 이루어져 있다.
  - FokⅠ, Alw26Ⅰ, BbvⅠ, BsrⅠ, EarⅠ, HphⅠ, MboⅠ, SfaNⅠ, Tth111Ⅰ 등이 있다.
3. ⅡE형
  - 2개의 인식자리와 반응한다. 하나는 제한 효소에 의해 절단되고 나머지 하나는 다른자리입체성효과기(allosteric effector)로 작용한다.
  - NaeⅠ 등이 있다.
4. ⅡF형
  - 2개의 인식자리에서 반응하여 2자리 모두 절단한다.
  - NgoM Ⅳ 등이 있다.
5. ⅡT형
  - 제한과 메틸화 활성을 가지는 두 부분의 소단위체로 이루어져 있다.
6. ⅡG형
  - ⅡB형 같이 S-아데노실메티오닌을 필요로 한다. 제한 효소와 메틸화 효소가 한 폴리펩타이드 안에 있다.
  - Eco57Ⅰ 등이 있다.
7. ⅡM형
  - 메틸화효소에 의해 메틸화된 DNA를 절단하는 역할을 한다.
8. ⅡB형
  - 제한, 메틸화, 인식 기능의 활성이 도메인별로 분리되어 있어 이질이합체(heterodimer) 나 이질삼합체(heterotrimer)를 이루어야 활성을 가진다. 인식자리의 염기서열은 대칭적, 비대칭적 두 가지 경우를 모두 포함한다. 효소가 작용하기 위해서는 Mg2+와 S-아데노실메티오닌이 필요하고, 크기는 850-1250개 사이의 아미노산으로 되어있다.
  - BcgⅠ, BpⅠ, Bsp24Ⅰ, BaeⅠ, CjeⅠ 등이 있다.

### Ⅲ형 (Type Ⅲ)
Ⅰ형과 마찬가지로, 제한 효소와 메틸화효소가 합쳐져 있다. 효소 활성에 ATP가 꼭 필요하고, 완전 절단이 거의 일어나지 않는 특징이 있다. DNA를 자르기 위해서는 DNA 분자 반대 방향으로 놓여 있는 또 다른 인식 염기서열이 있어야 한다. EcoPⅠ, HindⅢ, StyLTⅠ 등이 Ⅲ형에 해당한다.

## 제한 효소의 이용

### 유전자 지도 작성
몇 종류의 제한 효소를 이용하여 목표 DNA와 반응을 시키면, 각각의 제한 효소가 특정한 염기서열을 인식해 DNA를 절단하므로, 특정한 제한 효소 작용자리가 상대적으로 어느 위치인지 알 수 있다. 이를 이용하여 유전자 지도를 작성한다.

### 유전자 클로닝
사람의 DNA 중 유용한 물질을 생산하는 부분을 제한 효소로 절단하여 조각을 대장균의 플라스미드 DNA에 연결한다. 형질전환 된 플라스미드를 대장균에 삽입하여, 짧은 시간에 유용한 물질을 대량 생산한다.

### 형질전환 동식물 개발
유용한 유전자를 제한 효소로 잘라내어, 동식물의 DNA에 삽입한다. 유전자가 동식물에서 발현되면, 인간에게 유용한 단백질을 생산할 수 있다. 예로 사람의 인슐린이나 인터페론 등을 생산하거나, 식물의 형질전환으로 수확량과 병 저항성이 높은 유전자 조작 식물과 식품을 만들 수 있당.

## 같이 보기
- 알루 엘리먼트(alu element)
- 슈퍼코일